# Інститут теоретичної та прикладної механіки імені С. О. Християновича СО РАН
54°50′55″ пн. ш. 83°07′00″ сх. д. / 54.8487° пн. ш. 83.1167° сх. д.
Інститут теоретичної та прикладної механіки ім. С.О. Християновича СО РАН - один з інститутів Новосибірського наукового центру Сибірського Відділення Академії Наук . Розташований у Новосибірському Академмістечку.

## Напрями досліджень
Основними напрямками наукової діяльності інституту є  :
- математичне моделювання у механіці
- фізико-хімічна механіка
- механіка твердого тіла, деформації та руйнування
- аерогазодинаміка

## Історія
Інститут було засновано 1957 року (постанова Президії АН СРСР від 7 червня 1957 року № 448). У 2005 році Інституту присвоєно ім'я академіка Сергія Олексійовича Християновича (постанова Президії Російської академії наук від 28 червня 2005 р. № 182). Директорами інституту у різні роки були:
- 1957—1965 — академік С. А. Християнович
- 1965—1966 — М. Ф. Жуков, член-кор. АН СРСР із 1968, академік РАН із 1992
- 1966—1971 — академік Ст. Ст. Струмінський
- 1971—1976 — член-кор. АН СРСР Р. І. Солоухін
- 1976—1984 — академік Н. н. Яненко
- 1984—1989 — член-кор. АН СРСР Ст. р. Дулов
- 1990—2015 — В. М. Фомін, член-кор. РАН із 1994, академік РАН із 2006
- 2015 — н. в. — Член-кор. РАН О. н. Шиплюк

## Структура
До складу інституту входять такі наукові та експериментально-виробничі підрозділи:
- Лабораторія Оптичних методів діагностики газових потоків [5]
- Лабораторія надзвукового горіння
- Лабораторія Лазерних технологій
- Лабораторія Фізики швидкоплинних процесів
- Лабораторія Гіперзвукових технологій
- Лабораторія Фізики багатофазних середовищ
- Лабораторія обчислювальної аеродинаміки
- Лабораторія Аерофізичних досліджень дозвукових течій
- Лабораторія Моделювання процесів у механіці та лазерній фізиці
- Лабораторія Експериментальної аерогазодинаміки
- Лабораторія Гіперзвукових течій
- Лабораторія Хвильових процесів у надзвукових в'язких течіях
- Фізики дугового розряду.
- Лабораторія Плазмодинаміки та енергоперетворення у дисперсних системах
- Лабораторія Термомеханіки нових матеріалів та технологій
- Лабораторія Хвильових процесів в ультрадисперсних середовищах
- Міжнародний центр аерофізичних досліджень (ICAR, з 1991)
- Тюменська філія ІТПМ
- Філія ІТПМ СО РАН «Дослідний завод» (з 2005)

## Журнали
В інституті видаються або є співзасновником наступних наукових журналів:
- Журнал прикладної механіки та технічної фізики (ПМТФ);
- Фізика горіння та вибуху (ФГВ);
- Теплофізика та аеромеханіка;
- Фізична мезомеханіка.

## Дирекція
- Директор - Шиплюк Олександр Миколайович, доктор фізико-математичних наук, член-кореспондент РАН
- Заступники директора з наукової роботи:
  - Бондар Євген Олександрович, кандидат фізико-математичних наук
  - Краус Євген Іванович, кандидат фізико-математичних наук
  - Сидоренко Андрій Анатолійович, кандидат фізико-математичних наук [6]
  - Губайдуллін Амір Анварович, професор, доктор фізико-математичних наук, директор Тюменської філії [7]

## Провідні науковці
Лауреат Державної премії СРСР В.К. БаєвЛауреат Державної премії СРСР А.Ф. ГаранінЛауреат Державної премії СРСР ЗавуличнийЛауреат Державної премії СРСР О.Д.РичківЛауреат Державної премії СРСР П. До. ТретьяковЗаслужений діяч науки РФ  ХаритонівЛауреат Державної премії СРСР І. К. Яушев